# Royal Palace (Kirrwiller)
Das Royal Palace ist die drittgrößte Music Hall Frankreichs. In der Music Hall werden unterschiedliche Kabaretts mit Künstlern aus aller Welt aufgeführt. Es befindet sich in dem elsässischen Dorf Kirweiler bei Straßburg.